# 京成バス習志野出張所
京成バス新都心営業所習志野出張所（けいせいバスしんとしんえいぎょうしょならしのしゅっちょうしょ）は、千葉県船橋市習志野に所在する京成バスの営業所。
2012年（平成24年）12月23日に船橋営業所花輪車庫（千葉県船橋市宮本）と長沼営業所花見川車庫（千葉県千葉市花見川区作新台）からの移転統合により発足した。社内の営業所記号は0を用いる。
船橋市・習志野市・八千代市・千葉市花見川区・美浜区の路線を担当する。ナンバープレートは、出張所の前身である船橋営業所時代から一貫して習志野ナンバーであったが、2020年のご当地ナンバー導入後は船橋ナンバーとなった。

## 沿革

### 起源
前身である船橋営業所の路線の起源は、地元の個人事業者である白井保四郎（事業者住所：谷津、営業所：薬園台）により1927年に運行が開始された京成津田沼駅 - 国鉄津田沼駅 - 大久保 - 実籾（実籾停留所の場所不明）、国鉄船橋駅 - 津田沼十字路 - 薬円台 - 大和田（大和田停留所の場所不明）および大和田新田（現・新木戸） - 平戸の3路線である。『全国乗合自動車総覧』（鉄道省、1934年）によれば、当時の車庫は二宮町薬円台223番地である。その後1935年（昭和10年）に習志野乗合自動車の商号で法人化されるが、翌々年の1937年（昭和12年）1月20日付で京成電気軌道（京成電鉄の前社名）が買収し、習志野営業所（のちの新京成電鉄による習志野営業所とは別）が新設された。
『京成五十五年史』によれば、同1937年12月に津田沼に車庫が新設（習志野車庫、後の新京成電鉄および習志野新京成バス→船橋新京成バス習志野営業所の習志野車庫とは別）されたとある。同書に具体的言及がないが、同車庫の完成に伴い営業所を津田沼に移転したと見られる。車庫の場所は、『京成電鉄85年のあゆみ』によれば京成津田沼駅北側となっているが、おそらく国鉄津田沼駅北側の津田沼十字路の北、現在の東部公民館停留所の西側にあった車庫と見られる（「京成津田沼駅」北側との記述は間違いではない）。その後、神崎線が木下駅まで延長され、戦後を迎えることとなった。

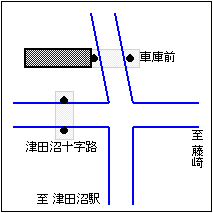
習志野営業所（のち津田沼操車場）

### 戦後の路線拡張
戦後については、1950年の千葉線（船橋駅 - 津田沼十字路 - 広尾 - 長沼 - 穴川十字路 - 京成千葉駅、1954年に広尾線と改称）の開通をきっかけに、畑線（船橋駅 - 津田沼十字路 - 三山新田 - 実籾駅 - 畑小学校 - 穴川十字路 - 京成千葉駅）、四街道線（船橋駅 - 広尾 - 長沼 - 小深 - 四街道駅）、翌1951年にはヘルスセンター線（船橋駅 - 船橋ヘルスセンター）と新路線が開通していった。ヘルスセンターを除けば、ここまでは比較的距離の長い路線について充実が図られた時期と言える。

その後、1959年に営業所が花輪に移転され船橋営業所と改称される。ただし『京成五十五年史』には「1957年：花輪操車場新設」とあり、実際にこの場所にバスが出入りしていたのはそのときからのようである。なお、『京成電鉄85年のあゆみ』に掲載された写真の背景および、国土地理院による空中写真を見る限りでは今の花輪車庫と同一場所のようである。花輪に車庫が新設されたのは、路線の拡張に伴い、習志野車庫が手狭になったことが要因であろう。この時期に、新京成電鉄が運行していた市内線（船橋駅南口を起終点とした循環線）を引き継ぎ（引き継ぎ後は、西船橋駅 - 船橋駅 - 花輪車庫）、葛飾線（西船橋駅 - 昌行寺入口）、久々田線（津田沼駅南口を起終点とした循環線、新都心営業所本所管轄の谷津線の前身）といったローカル線を次々と開通していった。
また、大久保線についても、日本大学津田沼校舎（現・習志野市泉町）の新設や三山地区の人口増加により二宮神社、県営住宅、大久保四丁目への便の新設が図られた。増便に伴い、大久保停留所（現・日本大学生産工学部前）の東側の停留所近くに大久保操車場も作られた。その後には大久保公団線（津田沼駅 - 大久保十字路 - 大久保一丁目（現・大久保団地））や屋敷線（津田沼駅 - 屋敷町（現・屋敷一丁目））の新設が行われた。このように、花輪操車場新設の1957年から実籾線（船橋駅 - 津田沼駅 - 実籾駅 - 八幡溶接棒 - 前・東習志野二丁目、大久保線参照）が新設された1963年までの間はローカル線を中心とした路線の充実が図られた時期と言える。なお、船橋営業所開設後、それまでの習志野営業所は津田沼操車場としてしばらくの間運用を続けることとなった。

### 船尾車庫および三山操車場（車庫）・茜浜車庫の開設
その後、1970年になると京成電鉄は組織改正により自動車本部を設置し、バス部門の輸送体系の抜本的な変更を行った。船橋営業所においては、神崎線における船尾車庫および大久保線における三山操車場（通称：三山車庫）の新設である。それまで、車庫または大規模な操車場は船橋と津田沼にしか無かったが、郊外に大規模な車庫等を置くことで運用の効率化が図られた。これと同時に、それまで原則として船橋駅を起点としていた長距離路線（広尾線、畑線、四街道線、大和田線、神崎線）はすべて津田沼駅発着に短縮された。同時に、船橋駅を発着するものはすべて三山車庫に行くことになった。
これらの車庫等が開設された時点で津田沼操車場と大久保操車場は閉鎖された。しかし、それでは神崎線や千葉方面の車の行き場が無くなるので、代替操車場として津田沼二丁目（当初の停留所名は津田沼駅入口）の操車場（後述するが、現在は習志野企業局近くに移転）が割り当てられた（1970年に袖ヶ浦団地線が津田沼駅南口発着となり、津田沼駅入口の折返場が空き地となったものを転用した。）要約すると、船橋営業所は昭和45年頃に大久保線各線と神崎線という2つの主幹を中心に抜本的な路線の改変があったということである。さらに1981年に幕張本郷駅の開業・90年代の京葉線開通や幕張新都心の発展に対応すべく1994年に習志野市茜浜に車庫を新設し幕張新都心エリアの路線を一手に引き受けることとなる。
1998年（平成10年）の分社化で、船尾車庫はちばレインボーバスに渡り、その後花輪車庫の路線も臨港線を皮切りに一部が京成バスシステムに移管されていった。

### 船橋営業所の閉鎖と習志野出張所の開設

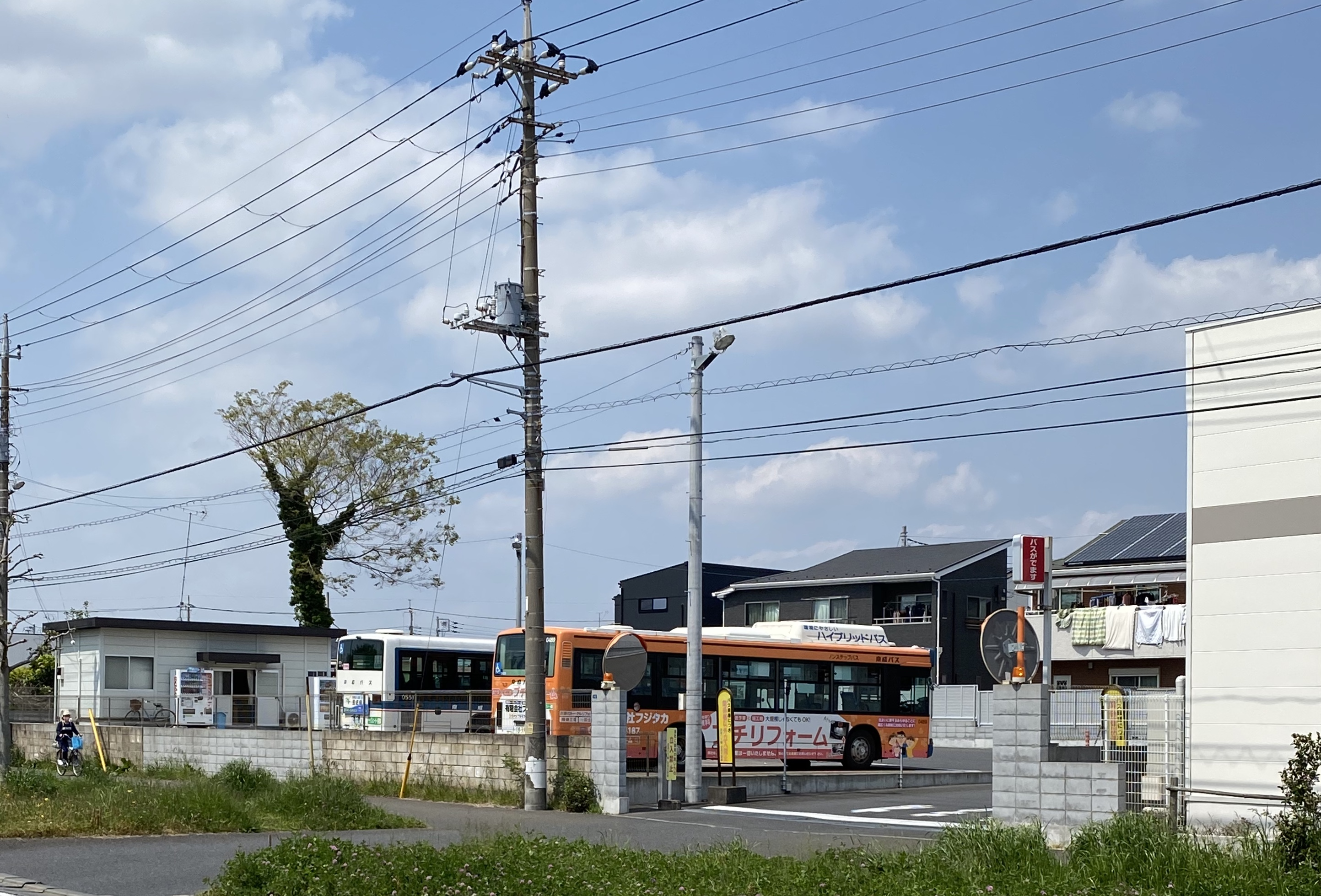
操車場としての機能のみを残し規模を縮小させた花見川車庫

2012年に入り、船橋営業所の用地を再開発する計画が持ち上がり、車庫の機能を船橋市習志野にある習志野工業団地内に移転させることになった。また、新車庫の約4キロメートル東側には長沼営業所管轄下で車両配置のあった花見川車庫も存在したが、当所の開設により、角栄団地線（佐倉営業所の廃止の際に田町車庫から長沼営業所花見川車庫に移管され、現在はちばグリーンバスに再移管）以外の全路線が当所に移管し、花見川車庫はバスの折り返し場と乗務員の休憩所としての機能のみとなり、敷地の半分近くが売却された。
同様に、新車庫の約3.5キロメートル南側にある三山車庫も規模を縮小し、三山車庫で折り返しを行なっていた路線は一部の便を除き習志野出張所まで延伸された。さらに、幕張新都心エリアを担当してきた茜浜車庫は、習志野市芝園に新設された芝園車庫に移転した上で船橋営業所から独立し、新都心営業所に昇格を果たした。

その後、旧船橋営業所が廃止の際には花輪車庫が担当してきた路線のうち、津田沼駅南口を発着する路線は屋敷線を除き新都心営業所に移管された他、京成船橋駅を発着していた全路線と柏井線については京成バスシステムへと移管するなど、当所の担当エリアをかなり縮小し、今までとは逆に新都心営業所の管轄下に置かれ、習志野出張所へと格下げされた。また、茜浜車庫は同じく船橋営業所から独立し営業所に昇格を果たした船橋高速バスセンターが移転し、新習志野高速営業所茜浜車庫となった。
なお当所は出張所と名乗っているが、営業所番号「0」が付番されており、新都心営業所の配下にありながら実質的には営業所と同じ扱いである。京成バスの従前の慣例的には「新都心営業所習志野車庫」になるところなのだが、そうはならなかった理由は当所の近くに船橋新京成バス（旧・習志野新京成バス）習志野営業所習志野車庫があり、両者とも津田沼駅北口（屋敷線のみ南口）から発着しており名称の混同を避けるためである。最寄りの停留所名も新京成の方は「習志野車庫」である一方で、京成のものは「京成バス習志野出張所」として「車庫」と「出張所」の違いはもとより「京成バス」のものであることを強調している。

## 現行路線

### 大久保線・東習志野線

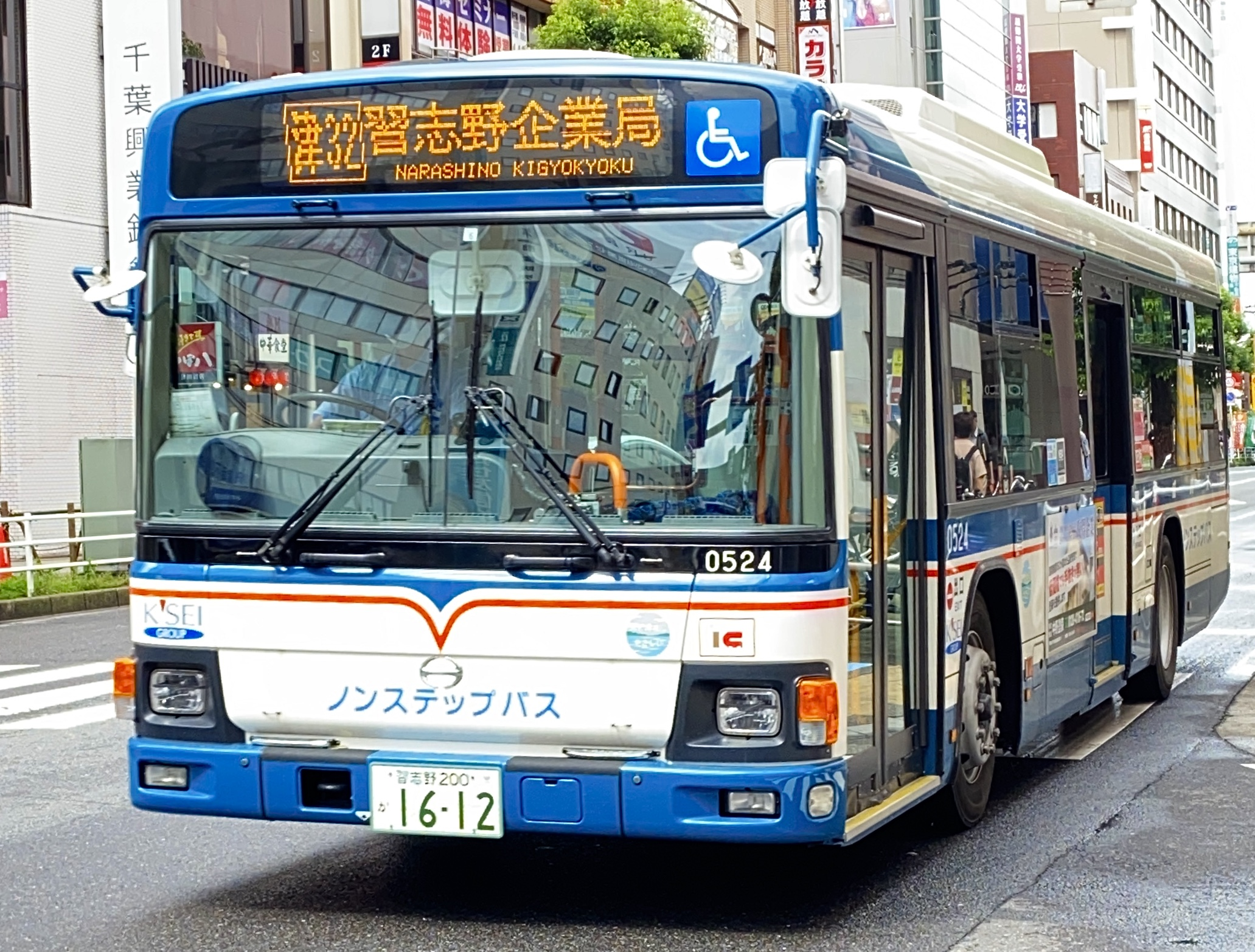
津田沼駅を発車する津32系統習志野企業局行き

- 津01：津田沼駅 → 藤崎 → ネイシア津田沼 → 済生会習志野病院 → 日大生産工学部 → 三山車庫 （→ 京成バス習志野出張所）（大久保線）
- 津01：津田沼駅 ← 藤崎 ← ネイシア津田沼 ← 大久保十字路 ← 日大生産工学部 ← 三山車庫 （← 京成バス習志野出張所）（大久保線）
- 津02：津田沼駅 → 藤崎 → 済生会習志野病院 → 日大生産工学部 → 二宮神社 （大久保線）
- 津02：津田沼駅 ← 藤崎 ← ネイシア津田沼 ← 大久保十字路 ← 日大生産工学部 ← 二宮神社（大久保線）(一部済生会習志野病院発着便もあり)
- 津03：津田沼駅 - 藤崎 -  済生会習志野病院 - 大久保四丁目 - 日大実籾 （大久保線）
- 津03：津田沼駅 ← 藤崎 ← 大久保十字路 ← 大久保四丁目 ← 日大実籾（大久保線）
- 津21：津田沼駅 - 済生会習志野病院 - 三山車庫 - 整備工場 - 工業団地中央 - 八千代台駅西口（大久保線）
- 津31：津田沼駅 - 済生会習志野病院 - ユトリシア （- 花見川車庫 - 八千代台駅東口）（東習志野線）
- 津31-1：津田沼駅 - 済生会習志野病院 - ユトリシア - 京成バス習志野出張所（東習志野線）
- 津32：津田沼駅 - 新津田沼駅 - 第五中学校 - 習志野企業局 （東習志野線）
- 八千46：八千代台駅西口 - 工業団地中央 - 整備工場 - 京成バス習志野出張所（大久保線）

#### 沿革
- 大正末期：[岩佐峯吉]国鉄津田沼駅 - 大久保方面が開通（詳細不明）。
- 1927年（昭和2年）3月11日：[白井保四郎]京成津田沼駅 - 国鉄津田沼駅 - 大久保（現・大久保十字路） - 実籾（場所不明）が開通。
- 1935年（昭和10年）7月15日：[習志野乗合]習志野乗合自動車となる。
- 1937年（昭和12年）1月20日：[京成]京成となる。
- 1950年（昭和25年）1月1日：千葉線（船橋駅 - 京成千葉駅）が開通。国鉄津田沼駅非経由。
- 1954年（昭和29年）
  - 4月1日：畑線（船橋駅 - 津田沼十字路 - 大久保 - 実籾駅 - 畑小学校 - 京成千葉駅）が開通。千葉線が広尾線と改称。津田沼駅非経由。
  - 8月1日：四街道線が開通。津田沼駅非経由。
- 1957年（昭和32年）頃：現・大久保線が開通。区間は船橋駅 - 津田沼十字路 - 津田沼駅 - ［日大前（現・日大生産工学部）または二宮神社または県営住宅］、船橋駅 - 日大前 - 実籾駅 - 東習志野 - 高津新田 - 八千代台駅、船橋駅 - 津田沼十字路 - 大久保十字路 - 大久保四丁目（国立病院非経由）。広尾線、千葉線、四街道線などの長距離路線は津田沼駅非経由のまま。日大前、二宮神社、県営住宅、八千代台駅の4便は往路が国立病院経由（畑線も国立病院経由）。
- 1959年（昭和34年）4月13日：大久保公団線（津田沼駅 - 大久保十字路 - 大久保二丁目[注釈 1] - 大久保駅（北側） - 大久保一丁目（現・大久保団地））が開通。1970年頃まで運行。
- 1963年（昭和38年）11月1日：実籾線（船橋駅または津田沼駅 - 大原神社 - 実籾駅 - 八幡稲荷神社（現・千葉シーサイドバス東習志野二丁目停留所） - 東習志野二丁目（現・東習志野八丁目）が開通。
- 1967年（昭和42年）頃
  - 津田沼駅 - 八幡溶接棒（現・日鉄溶接）が開通。
  - 日大前 - 習志野原 - 日大理工学部が開通。
- 1969年（昭和44年）8月20日：畑線、広尾線が京成千葉駅（現・千葉中央駅）西口ターミナル発着、中央四丁目経由に変更。
- 1970年（昭和45年）頃：三山車庫新設に伴い、県営住宅発着便が三山車庫まで延長。八千代台便は三山車庫 - 実籾三叉路 - 東習志野 - 高津新田 - 八千代台駅に変更。三山車庫発着便以外がすべて津田沼駅（または津田沼十字路、ただし花輪出入のみ）発着となる。日大前 - 日大理工学部線は三山車庫 - 日大理工学部に短縮（以後、北習志野線の線名で呼ばれることもあった）。
- 1978年頃：広尾線が津田沼駅 - 広尾十字路 - 草野車庫に短縮され、畑線が大原神社経由に変更。津田沼駅 - 大久保四丁目 - 東電前 - 京成ガード際 - 八千代台駅東口が開通。四街道線を含めてこれらが千葉三線となる。三山車庫 - 八千代台線は廃止。
- 1980年頃：日鉄溶接便が東習志野八丁目経由八千代台駅西口まで延長され、津21系統が現在の形になる。同時に実籾線は廃止。
- 1981年（昭和56年）10月1日：船橋便が東船橋駅経由となる。
- 1982年（昭和57年）4月1日：津田沼駅 - 習志野企業局が開通。
- 1984年（昭和59年）頃：大久保四丁目発着便を日大実籾まで延長。東行も習志野警察経由となる。
- 1985年（昭和60年）頃：広尾十字路発着便がさつきが丘団地まで延長。
- 1989年（平成元年）：柏井高校線（津田沼駅 - 長作町 - 長作新田 - 団地東口 - 柏井高校）を開通。
- 1991年（平成3年）6月12日：草野車庫発着便がスポーツセンター駅まで延長。千葉中央駅発着便が稲毛駅経由草野車庫までに変更(その後廃止、廃止日不明)。どちらも長沼営業所担当に変更となり、津田沼線となる。四街道、さつきが丘団地、東電経由八千代台線を合わせて四・八線となる。
- 1995年頃：柏井高校線が廃止。
- 1996年（平成8年）
  - 4月27日：広尾線が廃止。
  - 7月1日：さつきが丘団地、東電経由八千代台を合わせて東習志野線となる。同時に四街道線の津田沼駅直通便が廃止され、草野車庫までに短縮して長沼へ完全移管（後述）。
- 1999年（平成11年）5月29日：さつきが丘団地便が廃止。津田沼十字路発着便がなくなり、すべて津田沼駅発着となる。日大理工学部前-三山車庫便を廃止、津田沼駅-千葉日大第一中高間の各停便を廃止。
- 2003年（平成15年）5月16日：三山車庫系統のうち船橋駅 - 津田沼駅間を東船橋線として分割。
- 2004年（平成16年）3月16日：津田沼駅 - 千葉日大第一小中高間の急行バスを廃止。
- 2006年（平成18年）7月18日：「済生会習志野病院」バス停新設。これに伴い大久保線のルート変更。
- 2009年（平成21年）4月1日：東習志野線が感動大陸ユトリシアに乗り入れ開始。
- 2012年（平成24年）
  - 11月16日：東船橋線を京成バスシステムに移管[1]。東習志野線を長沼営業所花見川車庫と共管路線化。
  - 12月23日：船橋営業所花輪車庫から新都心営業所習志野出張所に移管。津01の一部便を京成バス習志野出張所へ延伸。津03、津31の済生会習志野病院乗り入れ開始（津03は東行きのみ。西行きは従来通り大久保十字路経由）。八千46新設。
- 2024年（令和6年）5月25日：ダイヤ改正にて津22廃止。

#### 成立時
大久保線は習志野営業所時代からある古い路線である。当初は京成津田沼駅または谷津からを起点としており、津田沼駅を経由したのちに東金御成街道（軍事国道特1号線を経て現・県道船橋長沼線、以下同じ）藤崎、大久保、実籾に至った。その後、時期は不明だが、後に船尾車庫に移された神崎線と同じく船橋駅から発着するようになる。戦後、千葉線（長作・広尾・長沼・穴川経由、畑線開通に伴い広尾線）が開通したのをきっかけに、畑線（三山・実籾駅・長作・畑・穴川経由）、四街道線も開通し、海岸線、神崎線と並ぶ船橋営業所の大動脈となった。この頃の詳細なルートは不明だが、大部分の便が東金御成街道を直進していたと考えられる。広尾線、四街道線の開通により、実籾折返便がどうなったかは不明である。
畑線は三山を経由するため、東金御成街道から北上（または同道に南下）しなくてはならなかったが、当時のルートは不明である。昭和30年当時は、八幡公園付近西側に道路が全くなかった（旧道もなかった）ため、ここは通らず、別の道路を通っていたようである。

#### 日大の移転および大久保公団線の開通
現在のように大久保線が莫大な本数になった時期は昭和30年代ということ以外は不明であり、船橋市および習志野市の統計書にも明確なデータがない。
昭和30年代の顕著なトピックとして、1957年に日本大学の一部が今の習志野市泉町に移転（津田沼校舎）したことが上げられる。当時は今ほど大規模ではなかったにせよ、これにより津田沼からの通学手段の増強を迫られたのは間違いなく、1957年頃が大久保線増発の時期と推定される。ちなみに、八千代台駅の開設は1956年であり、それから程なくして同駅までのバスも運行開始（実籾駅経由）された。新京成電鉄鎌ヶ谷営業所習志野車庫（後の新京成電鉄習志野営業所、一度車庫に再格下げの後、現・習志野新京成バス→船橋新京成バス習志野営業所）による三山線（大久保 - 田喜野井 - 船橋駅または津田沼駅）の開通は1958年である。
なお、当時の日大前（現・日大生産工学部および東邦大学付属東邦中学校高校）→大久保十字路に関しては現在の2車線の道路ではなく、その西側直近の旧道（現在は車両通行不可）を走っていた。（従って、習志野警察→日大前はクランク状に運行していたことになる。）
1959年4月13日には大久保公団線（津田沼駅 - 大久保十字路 - 大久保一丁目）が開通した。この路線は大久保十字路（大久保商店街との交差点）を過ぎると、さらに東の交差点（現在、習志野警察署と京成線路とを結ぶ市道）を南下し、大久保二丁目（現在廃止）および映劇前（習志野劇場、線路の南側に映画館があった）停留所を経由し、さらに京成大久保駅の踏切を渡り（京成大久保駅前にも停留所があった）京成大久保駅南口で合流後、今の大久保団地まで至る路線だった。この路線が走っていた頃は大久保十字路 - 映劇前間の道路も非常に狭かった。なお、当時の終点の停留所名は「大久保一丁目」である。当時は今の本大久保1 - 3丁目のほとんどすべて（一部を除く）が「大久保一丁目」であり、一番はずれの停留所になぜかこの名前がついた。昭和42年頃に住居表示変更され京成線の南側はすべて本大久保となったので、停留所名は大久保公団に変更。その後、屋敷線だけの停留所となったが、保健所→大久保団地と変更になっている。
その大久保公団線開通後のわずか1年後に屋敷線が開通し、津田沼駅のみならず京成津田沼駅への足さえ確保されたため、多くの乗客がこれを利用し、わずか10年余りで廃止された。なお、大久保公団線はすべて津田沼駅を始発とし、船橋駅発の便はなかった。
その後、1962年度については、『全国バス路線便覧 昭和39年度版』（全国旅客自動車要覧編集室、 書名は39年度だが、データは昭和37年度）によれば、船橋駅または津田沼駅を始発として、「大久保行き」「二宮神社行き」「県営住宅行き」「大久保四丁目行き」「八千代台駅行き」の4系統（長距離線、公団線を除く）が運行されていたことがわかる。二宮神社に関しては今とほとんど同じであると判断される。県営住宅行きは、市営住宅（当時は千葉荘前）を過ぎると三叉路を二宮神社側に進み、少し行ったところで右折して県営住宅停留所に向かっていた。
大久保四丁目行きは開通当時の状況は不明だが、少なくとも昭和40年代以降は国立病院を経由せずそのまま大久保十字路に向かい、さらに東に進んで軽便鉄道跡（マラソン道路）の交差点を北上し、終点に至った。なお、大久保四丁目終点停留所は今の停留所の場所ではなく、大久保四丁目の交差点のわずか南にあった。バスが一台だけ入れる折返場が軽便鉄道跡（現・マラソン道路）に設けられ、必ずそこに立ち寄っていた。
2012年11月16日、東船橋線として分割されていた船橋駅 - 東船橋駅 - 津田沼駅の系統が京成バスシステムに移管された。

### 屋敷線
- 津61：（幕張西二丁目 → ）幕張本郷駅 → 屋敷 → 京成大久保駅 → 京成津田沼駅 → 津田沼駅南口
- 津62：津田沼駅南口 - 京成津田沼駅 - 京成大久保駅南口 - 屋敷 - 幕張本郷駅（ → 幕張西二丁目 → 幕張西五丁目）
- 津65：津田沼駅南口 - 京成津田沼駅 - 京成大久保駅南口
- 幕66：幕張本郷駅 - 屋敷 - 京成大久保駅南口
  - 1960年10月1日：津田沼駅【北口】 - 京成津田沼駅（駅の北側） - 鷺沼四丁目 - 京成大久保駅 - 屋敷町（現・屋敷一丁目）を開通。
  - 1970年：津田沼駅南口発着に変更。
  - 昭和50年代：津田沼駅行のみ前・京成津田沼駅入口（京成津田沼駅西側坂上近くの陸橋上）経由となる。
  - 昭和50年代：車両工場停留所を移設し、京成津田沼駅とする。前・京成津田沼駅、前・京成津田沼駅入口停留所は津田沼三丁目と改称。
  - 1981年10月1日：津田沼駅南口 - 屋敷 - 幕張本郷駅 - 幕張一丁目（現・幕張西二丁目） - 学校前（現・幕張西中学校）に延長。
  - 1991年3月29日：幕張西中学校、幕張本郷駅行のみ津田沼中央病院（現・津田沼中央総合病院）経由となる。
  - 1995年3月：往復とも津田沼中央病院経由となる。
  - 2000年4月1日：津田沼駅南口 - 屋敷 - 幕張西五丁目に延長。
  - 2008年5月10日：津田沼駅発については全便津62系統として運行し、京成大久保駅南口ロータリーへの乗入れ開始。
  - 2010年8月31日：この日をもって、幕張本郷駅方向の京成大久保駅バス停が廃止[2]。
  - 2012年12月23日：船橋営業所花輪車庫から新都心営業所習志野出張所に移管。出入庫路線として津65・幕66を新設。
  - 2024年5月25日：津62の幕張本郷駅〜幕張西五丁目間が廃止。

津田沼駅南口から京成の線路に並行して京成大久保近傍まで走り、屋敷地区を抜けたあとで、幕張本郷駅に入る路線である。出入庫において幕張西五丁目発着便が、出庫便において幕張西二丁目発便がある。この路線は1960年10月に開通し、鷺沼、鷺沼台、本大久保、屋敷、幕張本郷とほとんどの区間が単独区間となっているが、実はこれより1年半前の1959年4月13日に、津田沼駅 - 藤崎 - 大久保駅 - 大久保一丁目（現・大久保団地）間が開通（大久保公団線）しており、大久保駅 - 大久保一丁目間が重複していたことがある。大久保公団線との併走期間は10年程度続いたが、結局屋敷線だけが残ることとなった。
屋敷とは地名である。変わった地名だが、当初は今の屋敷入口、屋敷一丁目付近にだけ住宅が存在し、これらに隣接する窪地はすべて田んぼであった。この路線も、当初は今の屋敷一丁目が「屋敷町」として終点であったが、その後、窪地部分が徐々に住宅地として造成され、一旦、終点が今の屋敷まで延長された。幕張本郷駅（実際には幕張西中学校まで、なお当時の停留所名称は「学校前」）まで延長されたのは、同駅の開業に伴うものである。
2012年12月23日より、入出庫路線としての津65・幕66の新設と併せる形で、日中以降の時間帯の津62では、一部の便において京成大久保駅南口で乗務員の交代が行われる。

### 実籾線

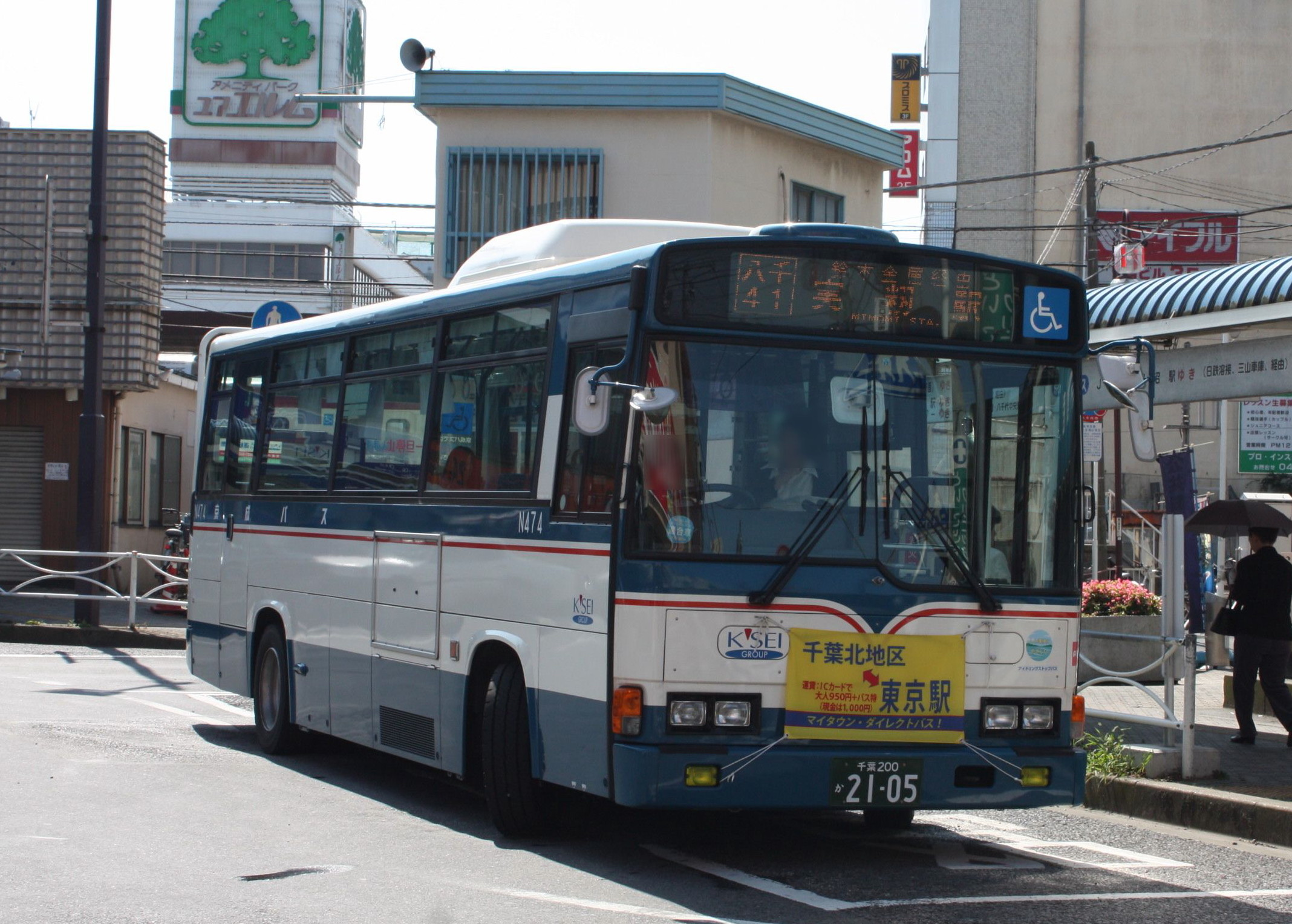
実籾線（八千代台駅西口）

- 八千41：実籾駅 - 習志野高校入口 - ユトリシア - 工業団地中央 - 八千代台駅西口
- 八千42：実籾駅 - 習志野高校入口 - ユトリシア - 京成バス習志野出張所
  - 2009年5月1日：開通。
  - 2012年12月23日：長沼営業所花見川車庫から新都心営業所習志野出張所に移管。

実籾線は、八千代台駅西口から大久保線と同じルートを走り、ユトリシアの西側を通って実籾駅に至る路線である。実籾駅に京成のバスが乗り入れるのは、1970年代以来である。40 - 50 分間隔で運行されている。
この路線の開業に伴い、習志野市ハッピーバス（茜浜車庫→新都心本所担当）実籾駅ルートの運行経路が変更され、さらに2010年（平成22年）4月30日限りで廃止となった。新規停留所は、ハッピーバスのものを引き継いでおり、並行する千葉シーサイドバスより細かく設定されている。
習志野出張所管轄路線で唯一の中型車限定の路線である。

### 花見川団地線

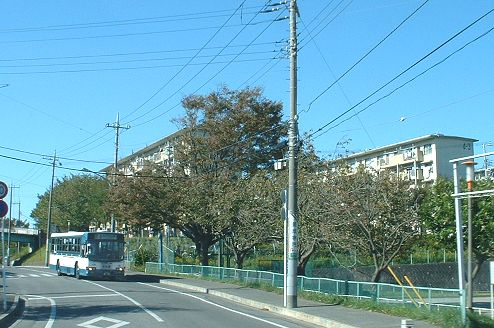
団地東口→中央公園

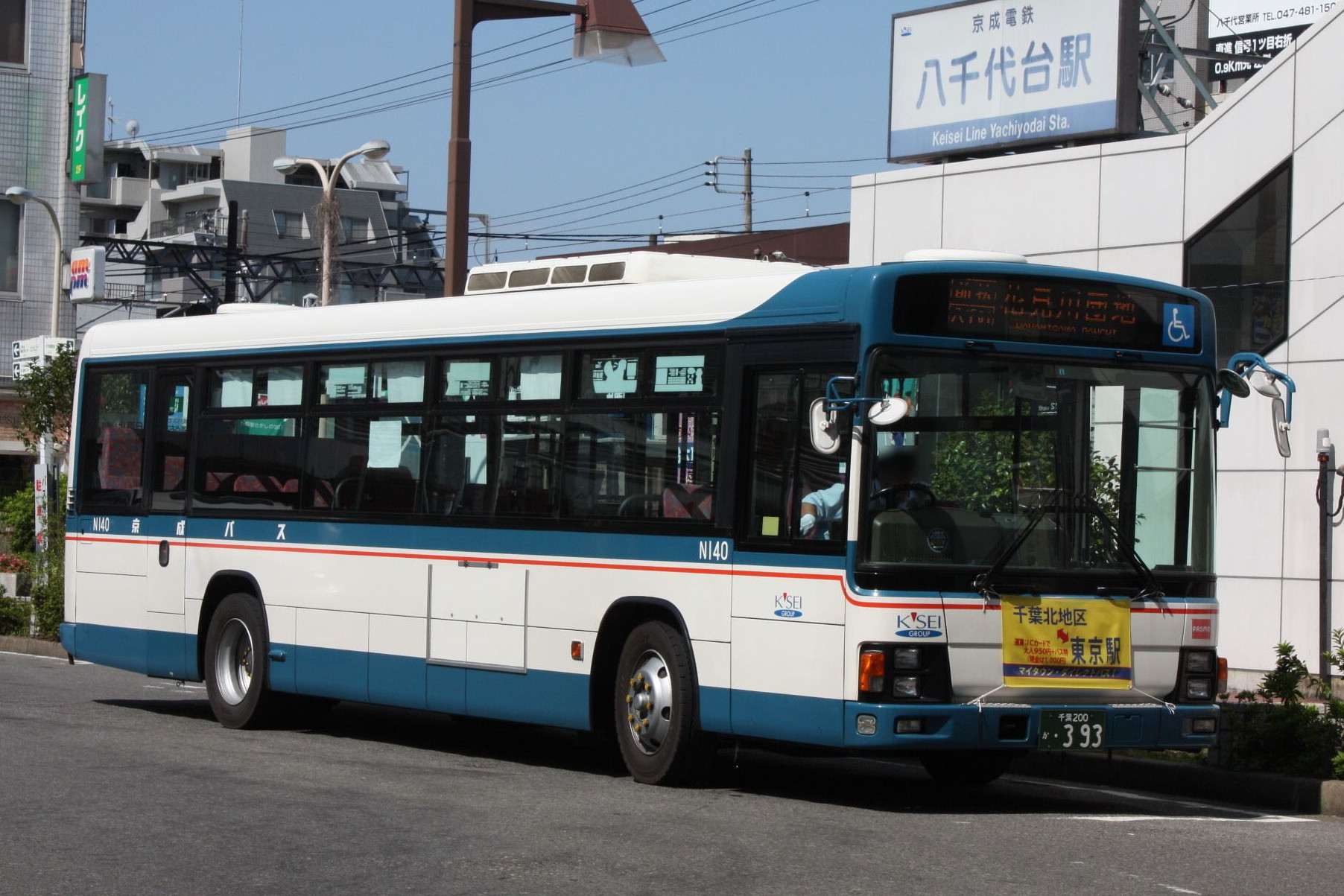
花見川団地線（八千代台駅）

- 八千01：八千代台駅 - 花見坂上 - 花見川団地[3] - 花見川車庫
- 八千01：八千代台駅 → 花見坂上 → 花見川団地[3] → 花見坂上 → 八千代台駅
- 八千05：花見川車庫 → 第一街区 → 給水塔 → 団地西口 → 花見坂上 → 八千代台駅（平日早朝のみ）
- 八千05：八千代台駅 → 花見坂上 → 第一街区 → 給水塔 → 団地西口 → 花見坂上 → 八千代台駅（平日早朝のみ）
- 八千06 急行：八千代台駅 - 花見坂上 - （花見川団地非経由） - 花見川車庫
- 八千31：八千代台駅東口 - 花見坂上 - 花見川団地[3] - 花見川車庫 - ユトリシア （- 京成バス習志野出張所）
  - 1968年9月20日：日本住宅公団からの受託により、暫定的に八千代台駅 - 団地間の無料貸切バスを開通。詳細ルート不明。（参考掲載）
  - 1968年10月11日：八千代台駅 - 団地東口循環を開通。成東営業所田町車庫（佐倉営業所を経て現・ちばグリーンバス）担当。
  - 1970年5月頃：八千代台駅 - 花見川車庫便を開通。花見川車庫担当となる。（第一街区循環開通日は不明）
  - 1971年：花見川・田町両車庫が成東営業所から独立。田町車庫が佐倉営業所に、また花見川車庫は佐倉の配下に変わる。
  - 2000年7月16日：佐倉営業所を分社したちばグリーンバスの営業開始と同時に長沼営業所に移管。
  - 2009年4月1日：八千代台駅 - 花見川車庫便の一部を感動大陸ユトリシアまで延伸し、八千04系統とする。
  - 2012年11月16日：八千04系統を長沼営業所花見川車庫と船橋営業所花輪車庫の共管路線とする。
  - 2012年12月23日：長沼営業所花見川車庫から新都心営業所習志野出張所に移管。第一街区経由を八千05系統に改番、花見川団地非経由の八千06系統を新設。八千04系統を八千31系統へ改番。
  - 2014年4月1日：乗車方法を前乗り運賃先払いから中乗り後払い制に変更。

花見川区の北西部に位置する花見川団地と最寄りの八千代台駅を連絡する路線で、元は長沼営業所花見川車庫の担当であった。終日運行されるのは団地の中心部を通る便であり、一日を通して本数が大変多く花見川車庫発着・団地循環合わせて、日中でも毎時5 - 6本は運行されている。このほか、早朝にのみ団地南側の一街区を経由する便が運行される。いずれも、前乗り運賃先払い方式であった。
花見川団地の入居開始時期は、1968年9月であったが、当時は八千代台駅への道路が未整備でバス路線の認可が下りなかった。このため、当初は公団のチャーターによる貸切バスによって駅への足を確保し、数週間を経て同年10月11日より京成による運行が開始された。
2009年4月より、花見川車庫発着便の一部が大型マンションのユトリシアまで延長された。花見川車庫の路線が習志野市に乗り入れるのはこれが初めてである。

### 花見川南線

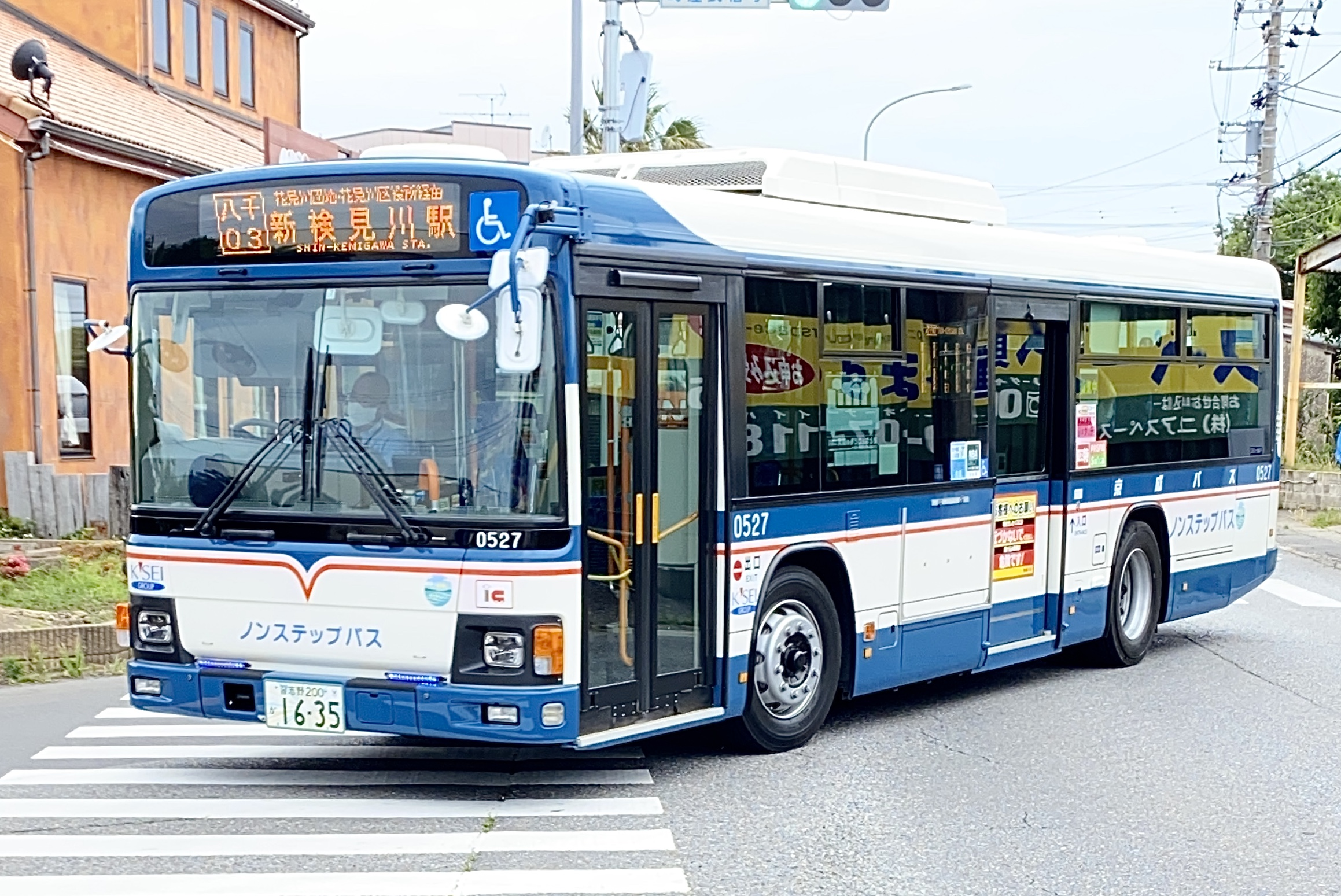
新検見川駅に向かう八千03系統

- 八千02：八千代台駅 - 花見坂上 - 花見川団地[3] - 長作新田 - （花見川区役所非経由） - 東大総合運動場 - 新検見川駅
- 八千02：八千代台駅 - 花見坂上 - 花見川団地[3] - 長作新田 - （花見川区役所非経由） - 東大総合運動場 - 新検見川駅 - （無停車） - ひび野一丁目 - テクノガーデン - 海浜幕張駅
- 八千03：柏井高校 - 柏井新田 - 花見坂上 - 東小学校 - 八千代台駅
- 八千03：柏井高校 - 柏井新田 - 花見坂上 - 花見川団地[3] - 長作新田 - 花見川区役所 - 東大総合運動場 - 新検見川駅
- 八千04：八千代台駅 - 花見坂上 - 花見川団地[3] - 長作新田 - （花見川区役所非経由） - 東大総合運動場 - 新検見川駅 - （無停車） - ZOZOPARK - 若葉公園 - ひび野一丁目 - テクノガーデン - 海浜幕張駅

- - 1969年9月：新検見川駅 - 団地西口循環が開通。
  - 昭和40年代：新検見川駅 - 八千代台駅に延長。
  - 1991年7月15日：海浜幕張駅 - 八千代台駅に延長。
  - 1992年4月1日：柏井高校 - 八千代台駅を開通（通学輸送対応）。花見川区役所バス停開設に伴い柏井高校 - 新検見川駅を開通。
  - 2000年7月16日：営業所が長沼に変更となる。
  - 2012年12月23日：長沼営業所花見川車庫から新都心営業所習志野出張所に移管。
  - 2020年4月16日：新検見川駅の海浜幕張駅行き停留所が北口ターミナルから京葉銀行前に変更となる。
  - 2022年2月1日：八千04系統を新設。

以前は花見川団地線と同じく花見川車庫の受け持ち路線であり、花見川団地と国鉄新検見川駅を結ぶ目的で開設された。花見川団地の記念誌である「30周年ふるさとづくりの記録」によれば、この路線の開設は入居開始時に日本住宅公団（現・都市再生機構）が提示した約束の1つであったが、道路の整備が遅れ、バスの開通も入居開始1年後まで延期された。また、当初は現在の新検見川駅ターミナルではなく、少し離れた「新検見川駅入口」という停留所を発着していた。
八千代台駅 - 新検見川駅間は、平日日中は毎時2本、土休日日中は毎時1本程度の運行である。海浜幕張まで向かうのは1日3本程度。海浜幕張駅 - ひび野一丁目間は新都心本所と千葉海浜交通が共同運行するの幕張ベイパーク線や平和交通との共同運行区間であるベイタウン線等との競合区間となるが、これらとは異なり現金100円運賃は適用されない。
開業後まもなく八千代台駅へ延長され、さらに1990年代に海浜幕張駅や柏井高校に乗り入れる便ができて現在のようになった。ただし、海浜幕張駅や柏井高校を発着する便数は少なく、大半は新検見川駅 - 八千代台駅間の運行である。比較的長距離を走る便もあるが、前乗り運賃先払い制を採用していた。習志野出張所移管の同日、乗車方法を前乗り運賃先払いから中乗り後払い制に変更された。
2022年2月1日のダイヤ改正より、海浜幕張駅発着の八千02系統の大半が若葉地区を経由する八千04系統に変更された。

### イオンモール幕張新都心直通バス
- イオン直通：幕張本郷駅 → （無停車） → 豊砂公園 → イオンモール幕張新都心ファミリーモール前《長沼営業所と共管》
- イオン直通：イオンモール幕張新都心ファミリーモール前 → イオンモール幕張新都心グランドモール前 → （無停車） → 幕張本郷駅《新都心営業所・長沼営業所と共管》

- 無料巡回バス花見川団地ルート：花見川団地[3] - 第三集会所 - 千葉幼稚園 - 作新台八丁目 - 天戸町 - 長作新田 - （無停車） - イオンモール幕張新都心（祝日を除く火曜日と金曜日のみ）

- - 2016年4月29日：運行開始。

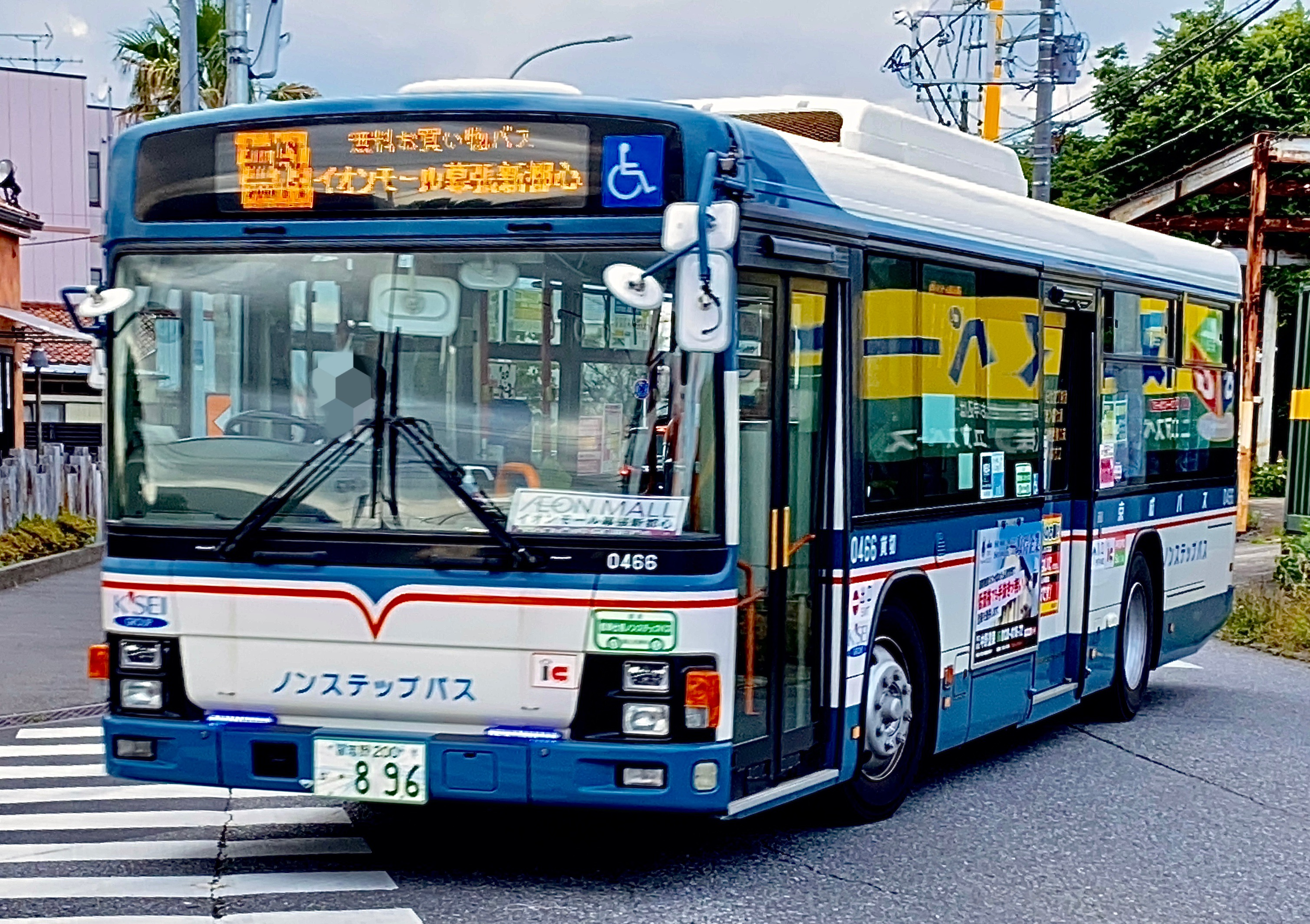
無料シャトルバス花見川団地ルートに充当される0466号車

  - 2018年3月31日：『第二小学校』停留所を『作新台八丁目』停留所に改称。
  - 2019年9月2日：ダイヤ改正を実施。『天戸町』停留所と『長作新田』停留所が追加となり、運行日が祝日を除く毎週火曜日と金曜日のみとなる。また、専用車両を中型車から大型車に変更。

### マリンスタジアム臨時バス
- 直通：幕張本郷駅 - （無停車） - ZOZOマリンスタジアム
- 直通：海浜幕張駅（プレナ幕張） - （無停車） - ZOZOマリンスタジアム

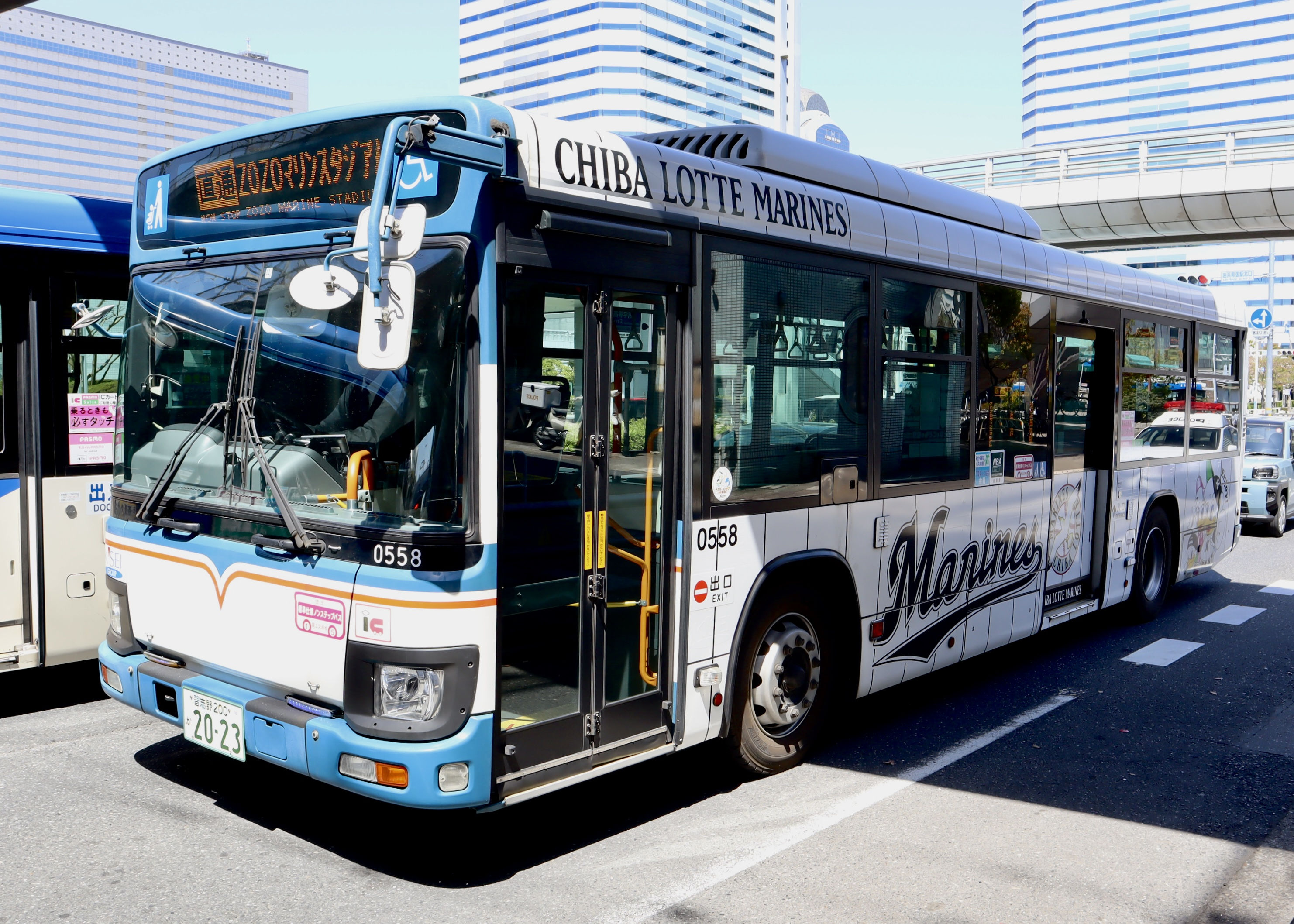
幕張本郷駅とZOZOマリンスタジアムを結ぶ直通バス（2023年4月9日撮影）

### 中山競馬場臨時シャトルバス
- 直通：東中山駅 - （無停車） - 中山競馬場（JRAレース開催日のみ運行）《市川営業所・松戸営業所と共管》

## コミュニティバス

### 八千代市コミュニティバス

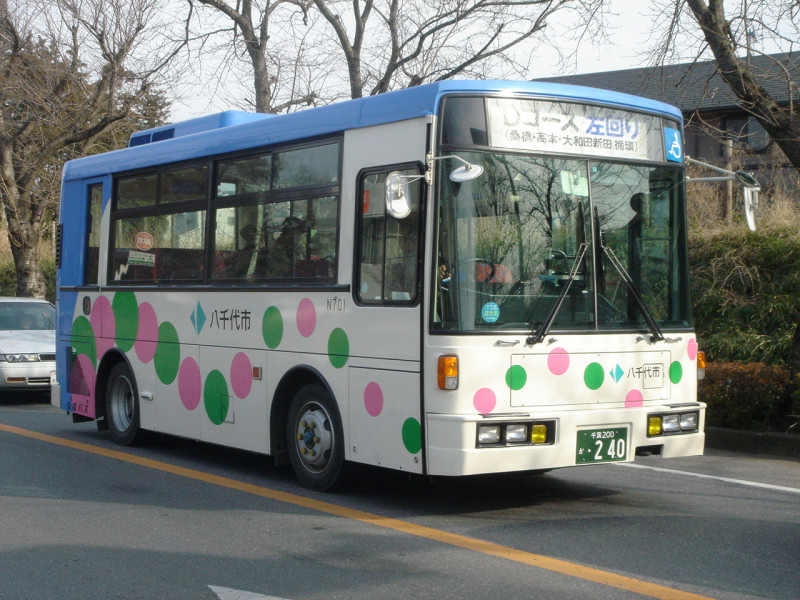
八千代市公共施設循環バス「ぐるっと号」運行開始時に導入された初代車両
日産ディーゼル・RN（N701号車）

1998年3月2日、八千代市公共施設循環バス「ぐるっと号」として運行開始。2012年9月1日より「八千代市コミュニティバス」に改称。運行開始時は長沼営業所が担当していたが、2012年12月23日に習志野出張所へ移管された。

### 田喜野井線

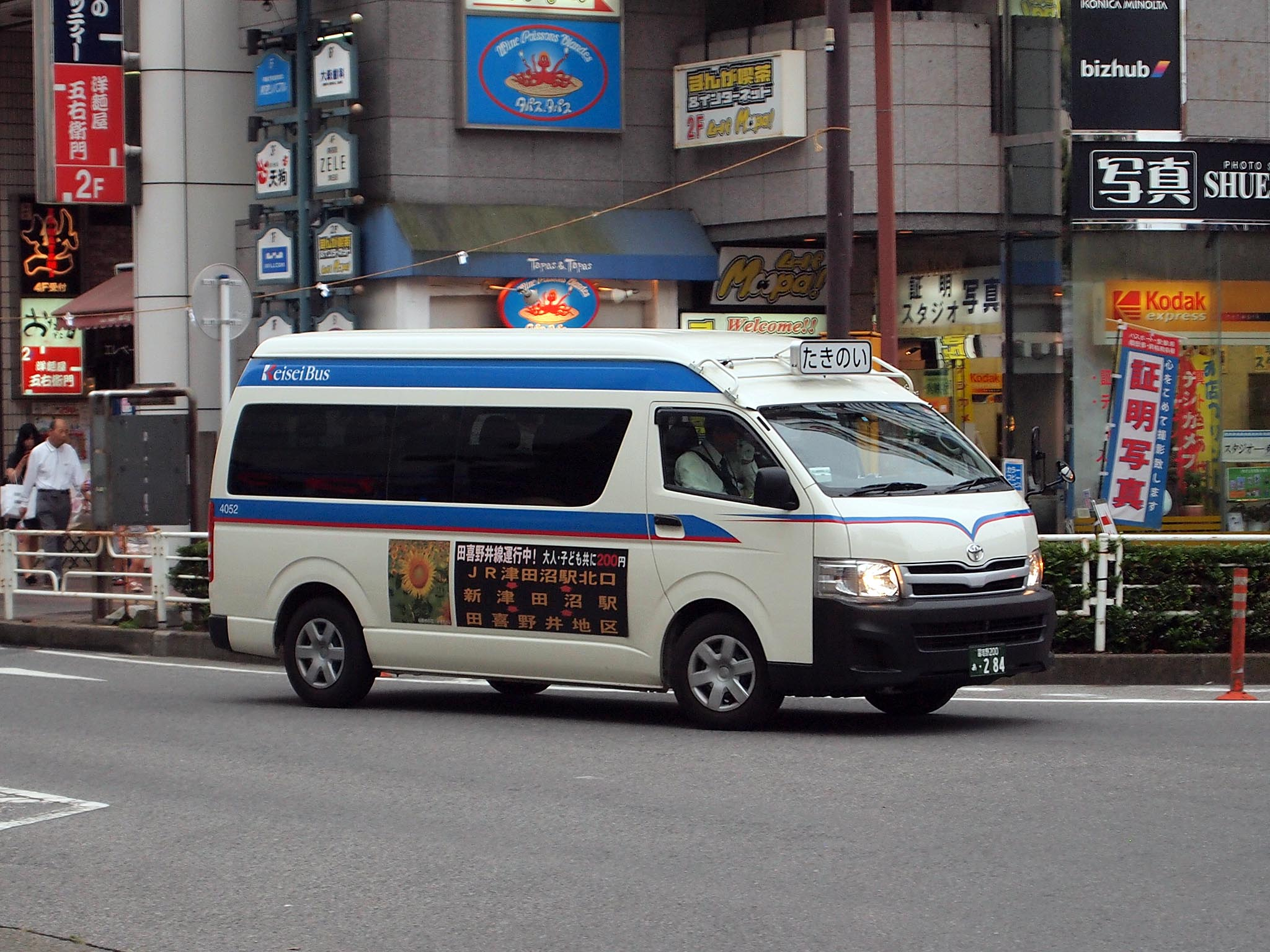
田喜野井線のハイエース

- （無番）：津田沼駅→田喜野井一丁目→三山一丁目→津田沼駅
  - 2010年12月13日：船橋市内実証実験路線として89日間の運行開始。
  - 2011年3月11日：運行休止。
  - 2011年7月4日：2012年3月31日までの予定で運行再開。
  - 2012年3月30日：京成バスナビのサービスを田喜野井線にも導入[4]。
  - 2013年4月：本格運行開始。

船橋市の公共交通サービス実証実験路線として、船橋市地域公共交通活性化協議会からの補助を受けて実験運行していた（船橋新京成バス鎌ヶ谷営業所が実験運行している八木が谷線及び丸山循環線もこの制度による）。いずれの路線も2013年度から運行経費の50％以上を運賃収入等で確保できることを条件に本格運行開始。
車両は、船橋新京成バス鎌ヶ谷営業所の八木が谷線・丸山循環線と異なり、船橋市所有のトヨタ・ハイエースを使用している。

## 廃止・移管路線
旧船橋営業所時代の廃止路線についても記述する。

### 大和田線
- 船橋駅 - 津田沼十字路 - 薬円台- 自衛隊前 - 習志野 - 大和田新田-勝田台駅

1927年（昭和2年）、白井保四郎の手によって開設された当営業所最古の路線。戦前は帝国陸軍騎兵学校へのアクセスを担った。戦後暫くまで京成が運行したが、1958年（昭和33年）12月10日付で新京成電鉄の船橋市内循環線と交換され、新京成バス鎌ヶ谷営業所習志野車庫に移管。

### 四街道線
- 船橋駅 - 津田沼十字路 - 大久保 - 大原神社 - 広尾 - 長沼 - 四街道駅

1954年（昭和29年）8月1日付で開設。その後四街道側からの草野車庫打ち切り便が出来たのをきっかけに長沼営業所との共管となる。1996年（平成8年）6月30日限りで津田沼駅までの運転を廃止し、草野車庫 - 四街道駅間に短縮して長沼へ全面移管。さらに2004年（平成16年）、千葉内陸バスみつわ台車庫へ移管された。

### 広尾線
- 船橋駅 - 津田沼十字路 - 大久保十字路 - 大原神社 - 広尾 - 長沼 - 穴川十字路 - 京成千葉駅

1950年（昭和25年）1月1日、千葉線の名称で開設。1978年（昭和53年）に草野車庫までに短縮される。1991年（平成3年）、千葉都市モノレール2号線開通に伴いスポーツセンター駅まで再度延長され同時に花見川車庫へ移管。1996年4月26日限りで廃止となった。

### 畑線
- 船橋駅 - 津田沼十字路 - 大久保[注釈 2] - 三山新田[注釈 3] - 実籾駅 - 畑小学校 - 京成千葉駅（現・千葉中央駅）

1954年4月1日付で運行開始。実籾駅から先は当時千葉営業所所管だった八千代台線と同じルートで京成千葉駅（現・千葉中央駅）まで運転。平成初期まで千葉中央直通が残ったものの、千葉都市モノレール2号線千葉駅開業に伴う路線再編成で草野車庫打ち切りとなり長沼へ移管。その後、広尾線とともに廃止になった。

### 葛飾線
- 西船橋駅 - 京成西船駅 - 行田団地 - 前貝塚 - 上山町 - 桐畑
- 西船橋駅 - 京成西船駅 - 行田団地

1985年（昭和60年）9月16日付で市川営業所に移管。
- 西船橋駅 - 海神駅 - ひなぎく幼稚園 - 諏訪神社

2006年（平成18年）5月16日付で京成トランジットバスに移管。

## 車両
旧船橋営業所時代は旧船尾車庫（現・ちばレインボーバス本社営業所）、茜浜車庫（現・新都心本所）共々、伝統的に日野自動車を指定メーカーとしており、大型路線車はブルーリボンがメインであった。また、長沼営業所も千葉営業所からの独立後は日野製を選択してきた。
その一方で花見川車庫は、2000年（平成12年）まではいすゞ自動車を指定メーカーとする佐倉営業所の配下だったこともあり、長沼営業所の配下に変わった後もいすゞ製をメインとしていた。

2012年の移転統合に伴い、習志野出張所には両メーカーの車が移ってきたが、その後にいすゞ車は数を減らし、新都心本所と同様に再び日野製で統一される方向へ向かっている。大型車や中型幅車は各路線で使用されるが、車長がやや長く中扉が4枚折り戸の車両もあり、花見川団地線や花見川南線を中心に使用されていた。

新都心本所の車両は独自のカモメ塗装をまとうが、習志野出張所の車は他の営業所と同じ京成バス一般塗装である。

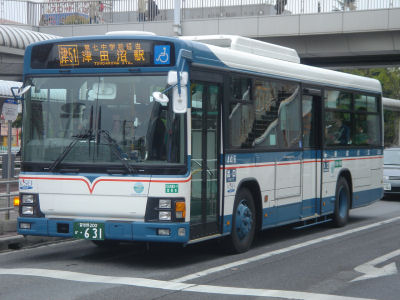
習志野出張所所属車両 （一般車・船橋営業所花輪車庫時代）
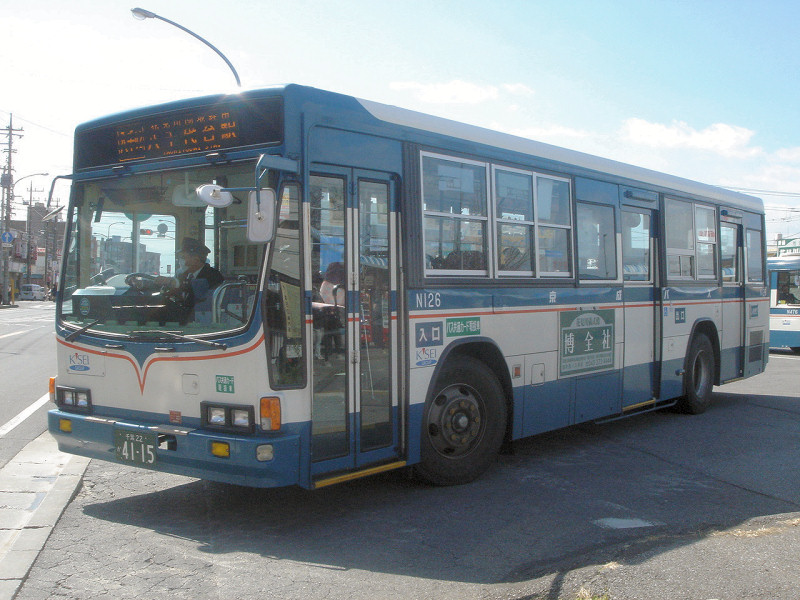
花見川車庫時代の所属車両（N126号車 ← S126号車）
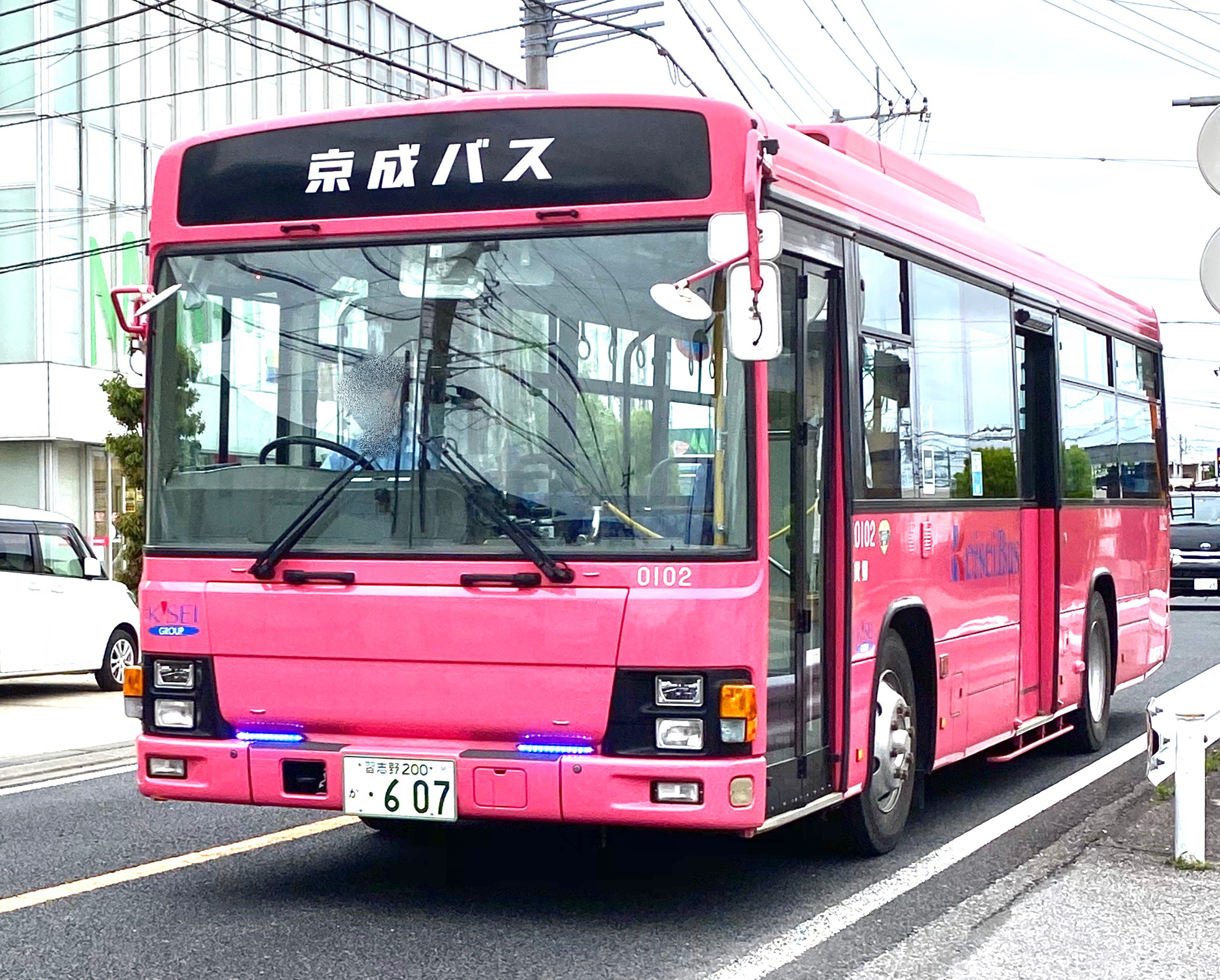
貸切専用車となる0102号車
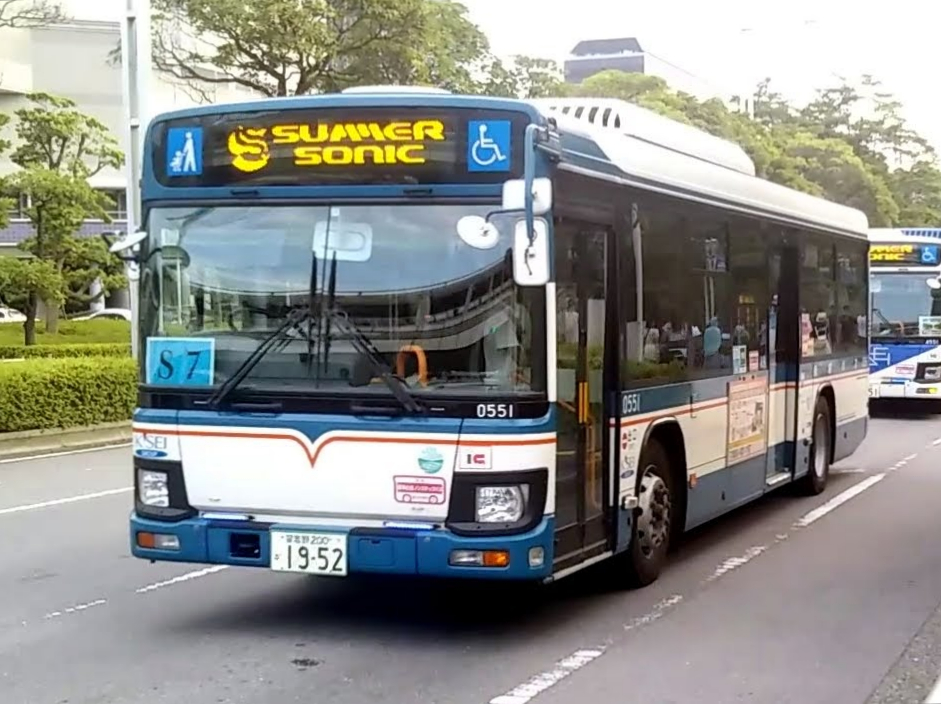
サマーソニックシャトルバスに充当される0551号車
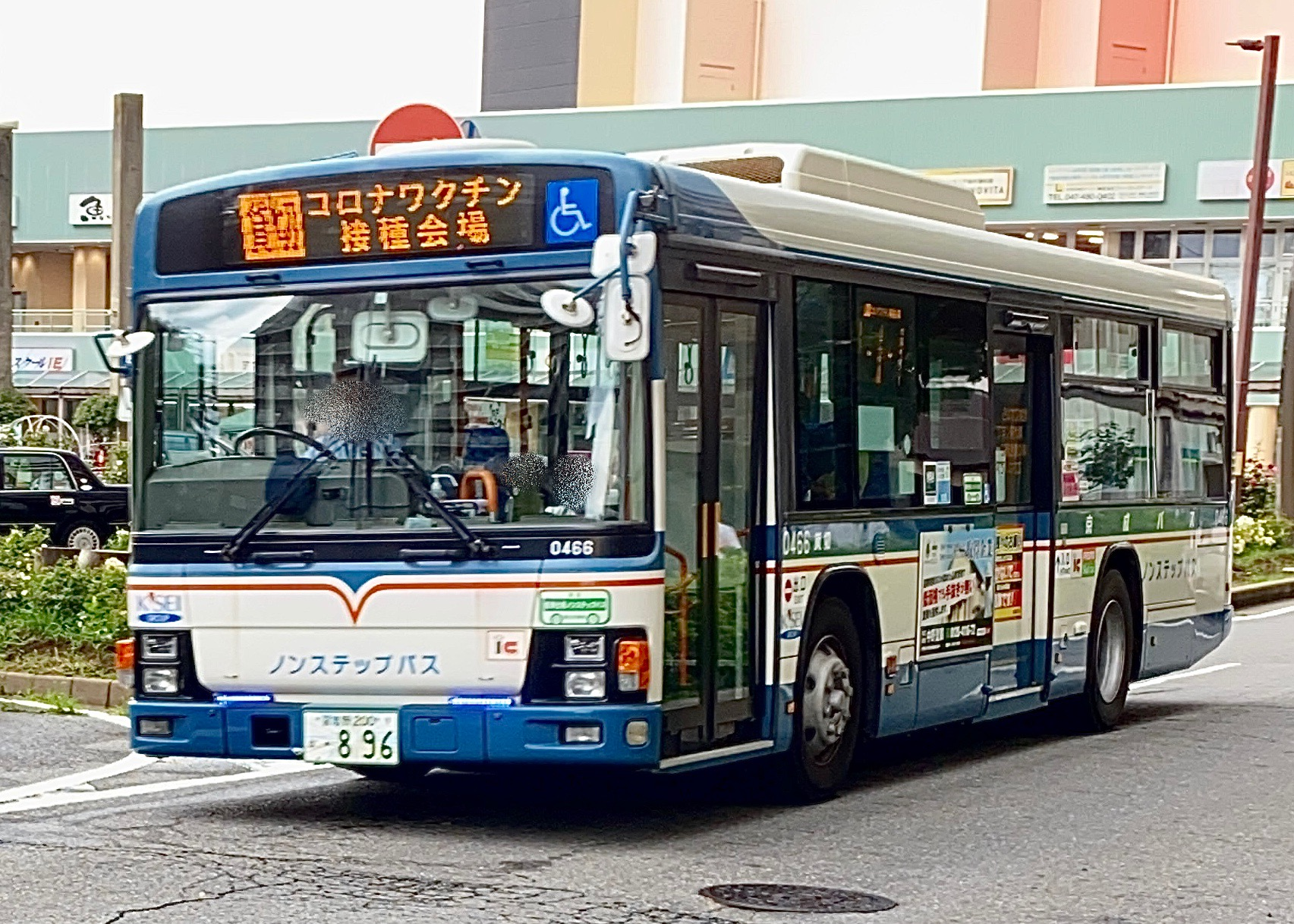
2021年6月より期間限定で運行したコロナワクチン接種会場行きシャトルバス